# Ciklon (navigációs rendszer)

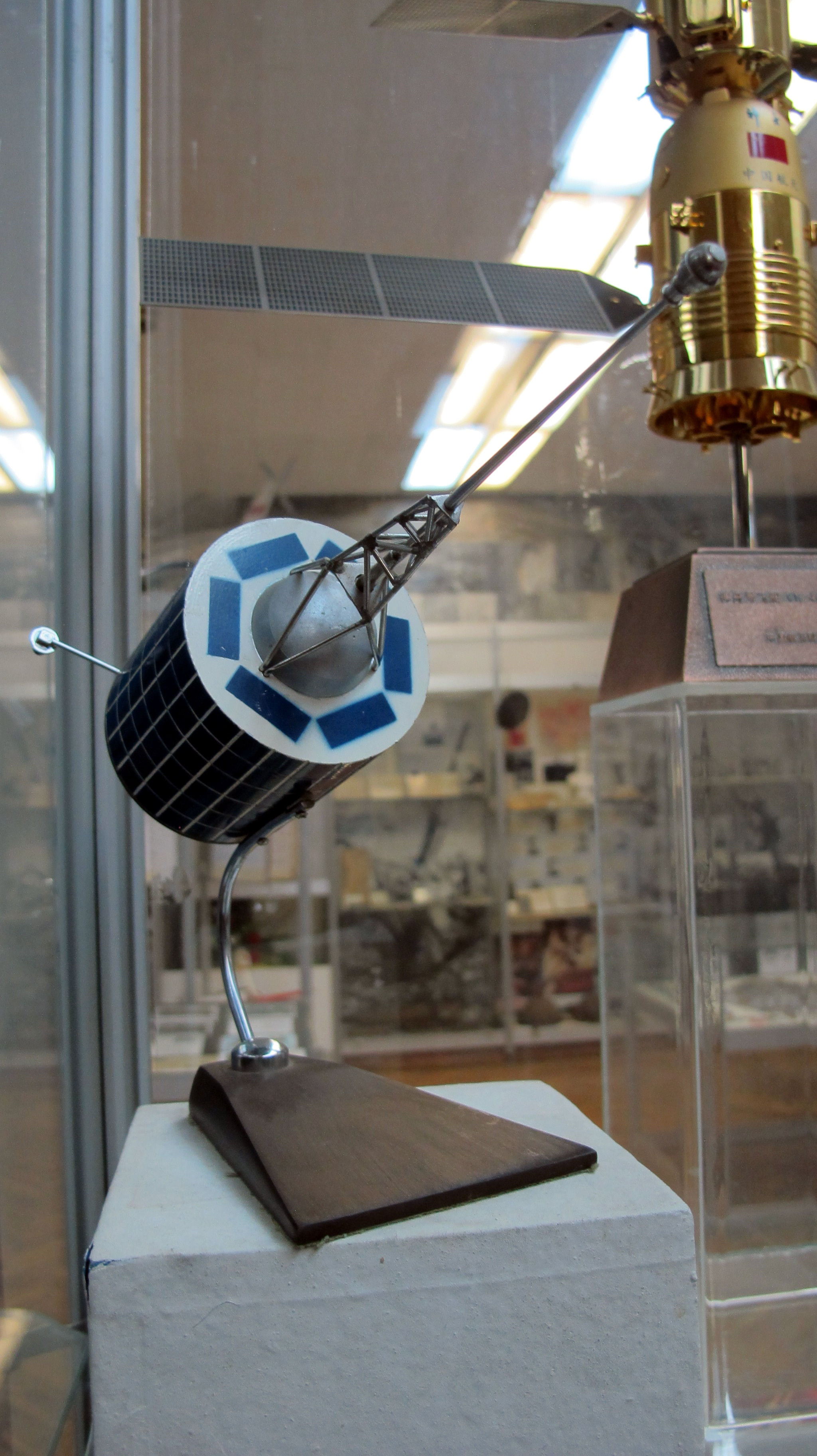
Egy Ciklon műhold makettje

A Ciklon (oroszul: Циклон) szovjet katonai műholdas navigációs rendszer, amely a Szovjet Haditengerészet felszíni hajóinak és tengeralattjáróinak helymeghatározását biztosította, emellett a rendszer műholdjai a haditengerészet egységeinek távközlésében mint átjátszóállomások is részt vettek. A rendszer 100 m-es pontosságú helymeghatározást tett lehetővé. Napjainkra a GLONASZSZ rendszer váltotta fel.

## Története
A műholdas rendszer terve az 1950-es évek végén fogalmazódott meg a szovjet katonai vezetésben. A cél egy olyan navigációs rendszer kidolgozása volt, amely földrajzi koordináta-adatokat szolgáltat a szovjet ballisztikusrakéta-hordozó tengeralattjárók helymeghatározásához a ballisztikus rakéták pontosságának fokozása céljából. A rendszer előzetes rádiótechnikai tervét a Leonyid Guszev vezette NII–695 (ma: CNIISZ) kutatóintézet dolgozta ki, melyet 1962-ben jóváhagytak. Az NII–695 Doppler-elven működő rádiós helymeghatározó rendszert javasolt, melyhez 800–1000 km körüli magasságon keringő műholdak adását használnák fel. A tényleges fejlesztési munka csak több éves késéssel kezdődött el. A rendszer harcászati és műszaki specifikációját a Szovjet Haditengerészet és a Szovjet Hadsereg Kozmikus Csapatai határozták meg.  A navigációs műhold fejlesztését az OKB–10 tervezőiroda (később  Alkalmazott Mechanikai Tudományos Termelési Egyesülés, röviden NPO PM) végezte. A rendszer műholdas távközlési berendezéseit, így a földi és hajókon telepített Cunami–VM és Cunami–BM berendezéseket a Moszkvai Rádió-távközlési Tudományos Kutatóintézet (MNIIRSZ) fejlesztette ki. A navigációs rendszert és a műhold irányítórendszerét az NII Ragyiopribor készítette. Felépítésében és működési jellemzőiben az 1960-as évek elején kiépített amerikai Transit navigációs rendszerre hasonlított.
A rendszerhez kifejlesztett első műhold az azonos nevű Ciklon műhold volt. 1967. május 15-én indították a műhold teljes méretű és tömegű makettjét Koszmosz–158 jelzéssel. Szeptember 27-én még egy indítást terveztek a műhold makettjével, ez azonban sikertelen volt, a hordozórakéta az indítóállásban felrobbant.  Az első kísérleti Ciklon műholdat 1967. november 23-án indították Koszmosz–192 jelzéssel.
A rendszer teszteléséhez a Fekete-tengeri Flotta egyik Szverdlov osztályú cirkálóját, a Zsdanovot használták. A kezdeti tesztek során a rendszer pontatlansága elérte a 3 km-t, ami a katonai alkalmazáshoz elfogadhatatlan volt. A jelentős pontatlanságot nagyrészt a matematikai modell hibája, illetve ebből adódóan a műhold égi helyzetét modellező szoftver pontatlansága okozta. A szoftver javításával, melynél már figyelembe vették a Föld geoid alakját, valamint a gravitációs anomáliákat is, a rendszer hibahatárát 1969-re ötnapos időintervallumon belül 100 m-re sikerült levinni.
A rendszer tesztelése és kiépítése az 1970-es évek elejéig folyt. 1971-ben kezdődött el a navigációs rendszer tesztüzeme, majd 1976-ban rendszeresítették a Szovjet Hadseregnél Ciklon–B jelzéssel. A rendszer megfelelő működéshez egyidejűleg hat navigációs műhold üzemeltetésére volt szükség. Az 1970-es évek közepétől a Ciklon műholdakat fokozatosan váltották fel a Parusz műholdak.
1976-ra dolgozták ki a Ciklon rendszer polgári változatát, a szovjet kereskedelmi flottát kiszolgáló Cikada navigációs rendszert. A hadihajókra telepített vevők a Ciklon és a Cikada rendszert párhuzamosan tudták használni.
A Ciklon–B rendszert a 2000-es évek elejétől fokozatosan váltja fel a GLONASZSZ navigációs rendszer.

## A rendszer elemei

### Földi állomások
A műholdak jeleinek vételére és a földrajzi koordináták meghatározására a haditengerészet felszíni hadihajóin és tengeralattjáróin a Cunami–BM rendszert telepítették, míg a parti állomásokon a Cunami–VM rendszert. Ezek segítségével a hajók nem csak a tartózkodási hely meghatározására voltak képesek, hanem egymással és a földi bázisokkal is kommunikálhattak. A Cunami–VM és Cunami–BM fő elemei a Sziriusz rádióállomás, a Szignal antennastabilizáló rendszer; a Konusz–4 körantenna, valamint egy Kvant–L típusú antenna.

### Műholdas szegmens
A Ciklon–B rendszer folyamatosan legalább hat műholdat tartalmazott. A műholdak által 150 és 400 MHz körül frekvencián 200 W teljesítménnyel sugárzott pályaadatok alapján a hajókon és tengeralattjárókon telepített vevőberendezések kb. 100 m-es pontossággal tudták meghatározni a földrajzi pozíciójukat.

#### Ciklon
A rendszerhez használt első műhold a Ciklon műhold (GRAU-kódja: 11F617) volt, melyet az OKB–10 tervezőiroda fejlesztett ki. A műhold henger alakú, átmérője 2,035 m, magassága 3 m, tömege 800 kg volt. A műholdnak nem voltak külön napelemtáblái, a napelemek a henger alakú testet borították. A napelemekkel integrálva helyezték el a felületen a hőszabályozó rendszer radiátorait. Földárnyékben az energiaellátást puffer akkumulátor biztosította. A műholdon elhelyezett rádióadók teljesítménye átlagosan 200 W. A műholdra a Ciklon navigációs rendszer Cunami–AM egységét helyezték el. A műhold orientációja egytengelyű, passzív mágneses-gravitációs rendszerű. A műhold élettartama egy év.
A Ciklon műholdakat 1967–1978 között indították. Összesen 31 indításra került sor. 1972-ig a rendszer kísérleteit szolgálták a műholdak. Ezt követően a Ciklon műholdakat Zaliv névvel építették, és a rendszer próbaüzemét végezték velük. A Ciklon és Zaliv műholdakat a Pleszeck űrrepülőtérről indították Koszmosz–3M hordozórakétákkal. A Ciklon műhold később egységes műholdplatformmá vált (KAUR–1), és így egy egész műholdcsalád alapja lett.

#### Parusz
A Ciklon műhold továbbfejlesztett változata a KAUR–1 műholdplatformra épített Parusz távközlési műhold. Az első műholdat 1974. december 26-án indították Koszmosz–700 jelzéssel. A Ciklon műholdakhoz hasonlóan szintén Pleszeck űrrepülőtér indították Koszmosz–3M hordozórakétával. Mindegyik műhold Koszmosz sorozatszámot kapott. A műholdak kb. 83°-os elhajlású alacsony Föld körüli pályán keringtek. A pálya perigeuma tipikusan 950 km, apogeuma 1005 km volt. A műholdak fokozatosan váltották fel az 1960-as évek végétől indított Ciklon műholdakat. Összesen 99 Parusz műholdat indítottak. Az utolsó indításra 2010. április 27-én került sor Koszmosz–2463 jelzéssel.